# Seleção Costarriquenha de Voleibol Feminino
A seleção feminina de vôlei nacional da Costa Rica representa a Costa Rica em competições internacionais de vôlei feminino e amistosos.

## Resultados

### Campeonato Mundial de Voleibol Feminino
- 2010 — 17° lugar

### Campeonato NORCECA
- 1999 — 7° lugar
- 2001 — 5° lugar
- 2003 — 6° lugar
- 2005 — Não participou
- 2007 — 7° lugar
- 2009 — 7° lugar
- 2011 — 8° lugar

### Copa Pan-Americana
- 2009 — 8° lugar
- 2010 — 11° lugar
- 2011 — 11° lugar
- 2012 — 9° lugar